# Triodia radonensis
Triodia radonensis är en gräsart som beskrevs av Surrey Wilfrid Laurance Jacobs. Triodia radonensis ingår i släktet Triodia och familjen gräs. Inga underarter finns listade i Catalogue of Life.